# アレクサンドル・ドクトゥリシビリ
アレクサンドル・ドクトゥリシビリ（Alexandr Dokturishvili、1980年5月22日 - ）は、ジョージアのトビリシ出身のウズベキスタンのレスリング選手。2004年アテネオリンピックレスリンググレコローマンスタイル74kg級の金メダリストである。